# Oriel window

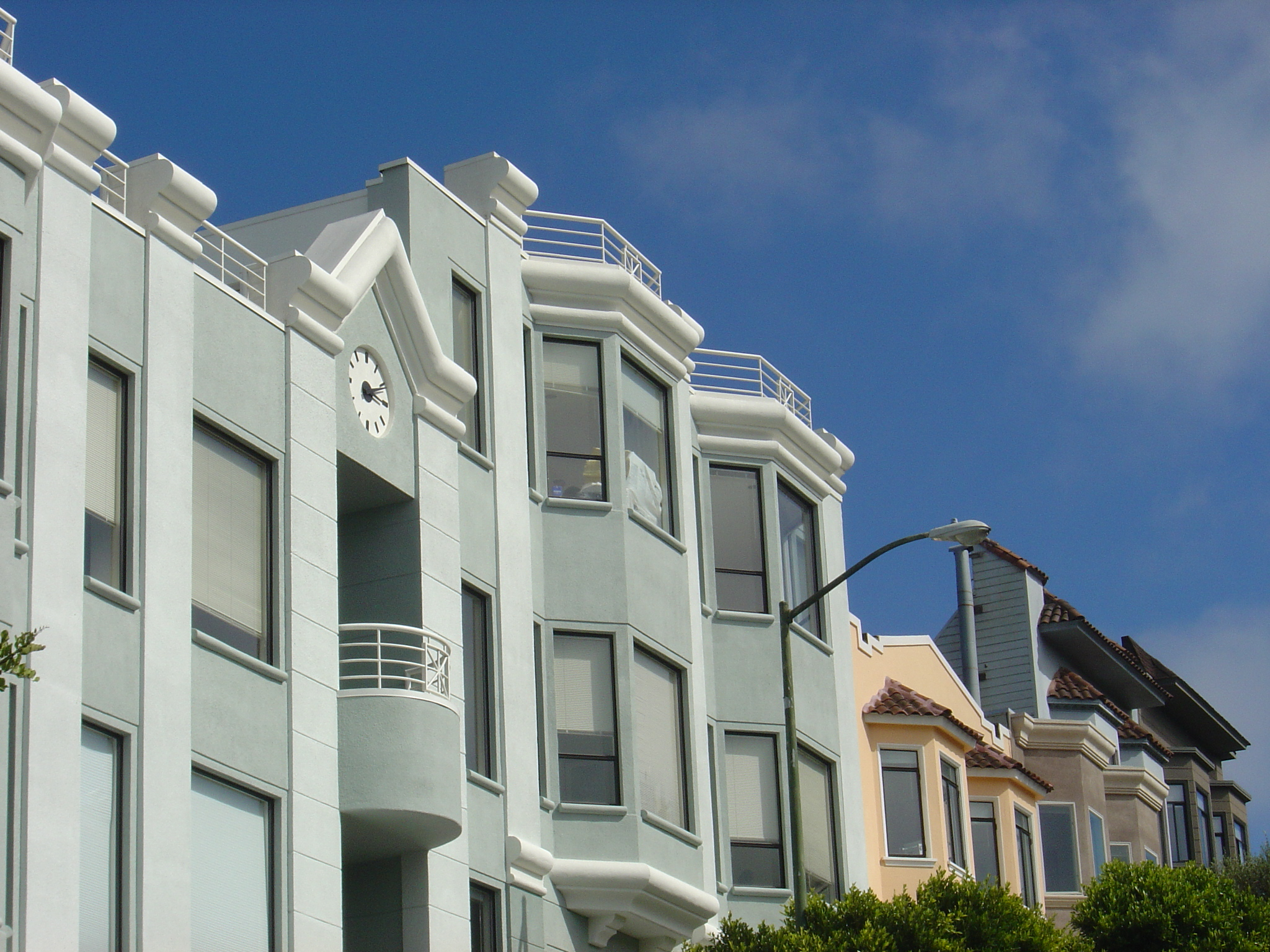
Oriel windows em São Francisco, Califórnia.

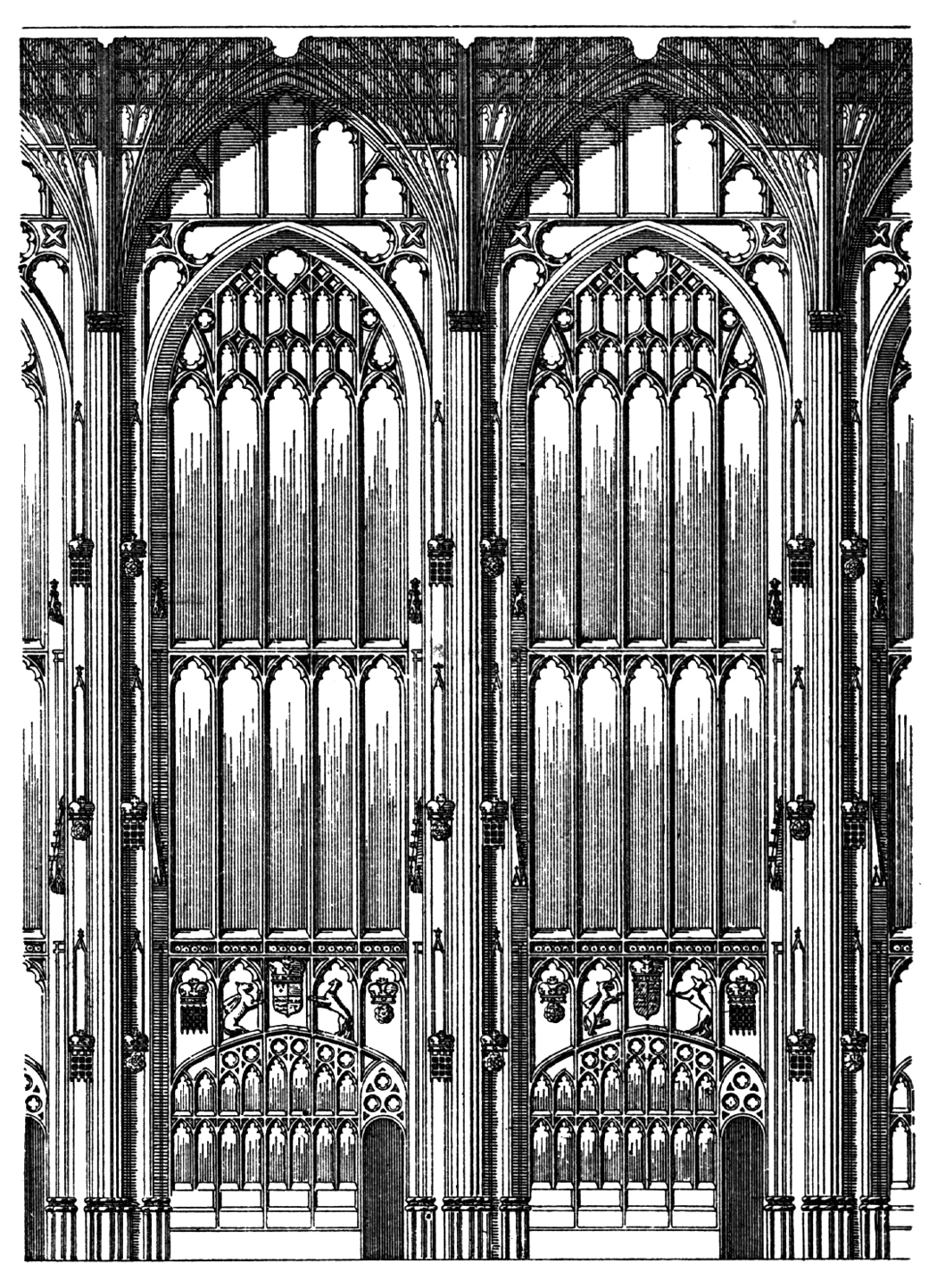
Janelas - King's College Chapel em Cambridge, Inglaterra.

 Oriel window, janela de sacada envidraçada é uma forma de janela saliente que se localiza na fachada principal do edifício, mas não chega ao solo. Ela é comumente encontrada no estilo arquitectónico neogótico. As mísulas são frequentemente utilizadas para apoiar este tipo de janela. Elas são vistas em conjunto com um tipo de arco baixo em ponta, o arco Tudor. Este tipo de janela também foi utilizado na arquitetura vitoriana no Estilo Rainha Ana, baseado no barroco inglês do início do século XVIII e revitalizado no Reino Unido no século XIX.
Este tipo de janela é visto na arquitectura árabe, sob a forma de muxarabi.
Na cultura hindu, estas janelas e varandas projetadas para a frente proporcionam uma área à qual as mulheres poderiam assomar e ver as atividades a decorrer, permanecendo invisíveis.

## Origens
De acordo com o Oxford English Dictionary, a origem da palavra é derivada de oriell, do anglo-normando, e do latim pós-clássico oriolum, tanto significado "galeria" ou "alpendre", talvez do latim clássico aulaeum, "cortina".
- Oriel College de Oxford: Recebeu o seu nome a partir de uma varanda ou janela deste género que forma uma característica de uma propriedade que ocupava anteriormente o local.
- Oriel Chambers em Liverpool: Foi uma edificação muito controversa quando foi construída, com uma fachada inteiramente de vidro deste tipo de janelas. É visto como um dos primeiros exemplos do modernismo na arquitectura inglesa.